# Campos de Arenoso
Pour les articles homonymes, voir Campos.

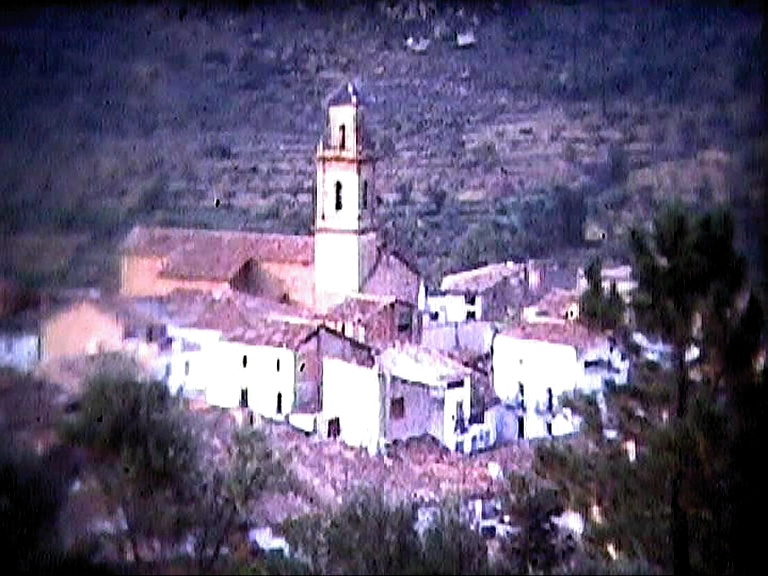
Vue de Campos de Arenoso dans les années 1960.

Campos de Arenoso est une commune disparue de la province de Castellón et de la région du Alto Mijares, après son inondation par les eaux du barrage d'Arenoso au milieu des années 1970. Son territoire communal a été redistribué sur les communes de Puebla de Arenoso et Montanejos en 1974.

Campos de Arenoso était situé dans un méandre de la rivière Mijares, entre Montanejos et Puebla de Arenoso. La commune possédait de grandes surfaces agricoles irriguées grâce à un vaste réseau de canaux. Campos vivait aussi de l’exploitation de pinèdes ainsi que de l'élevage ovin et caprin.

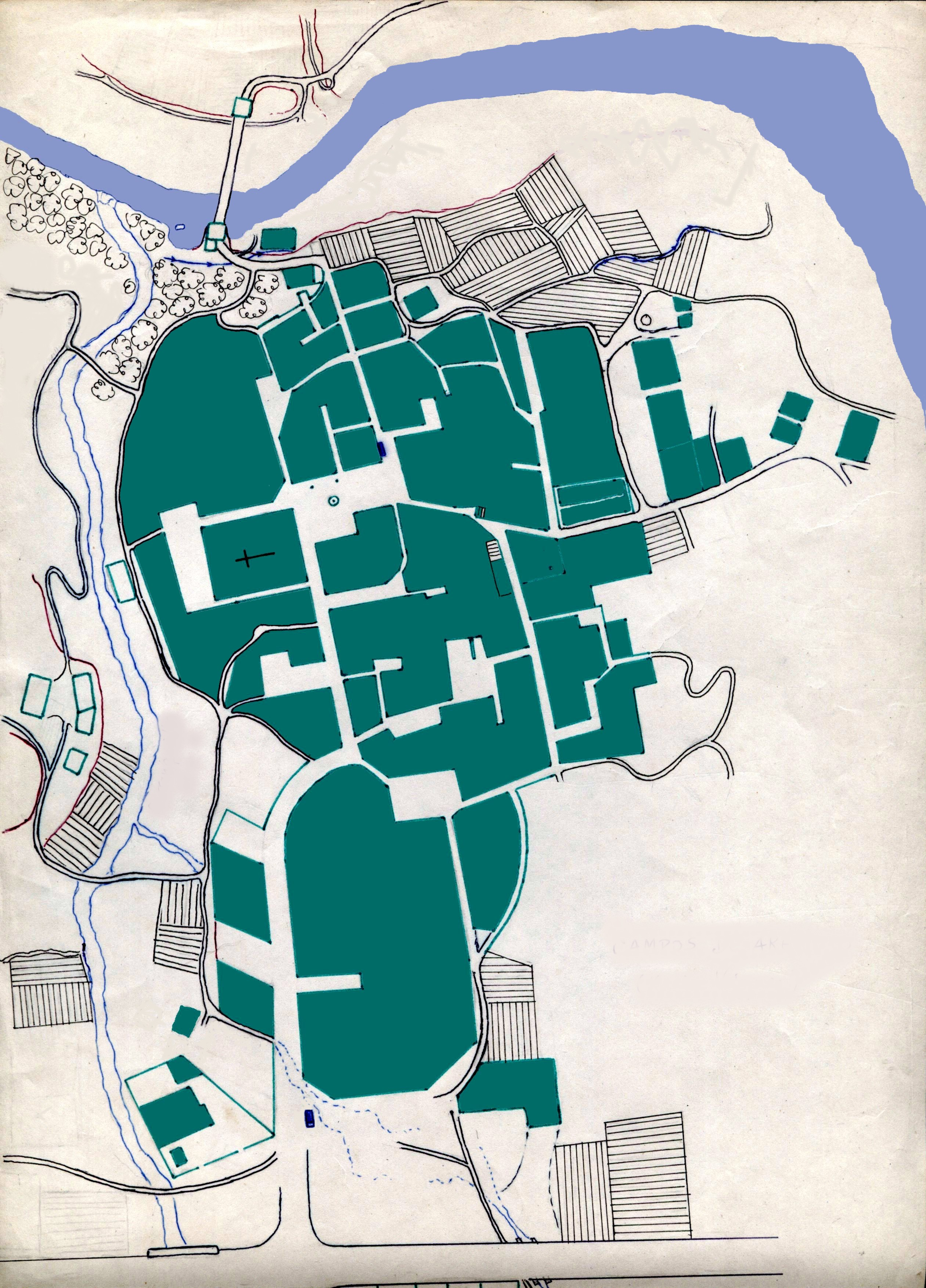
Plan de Campos de Arenoso
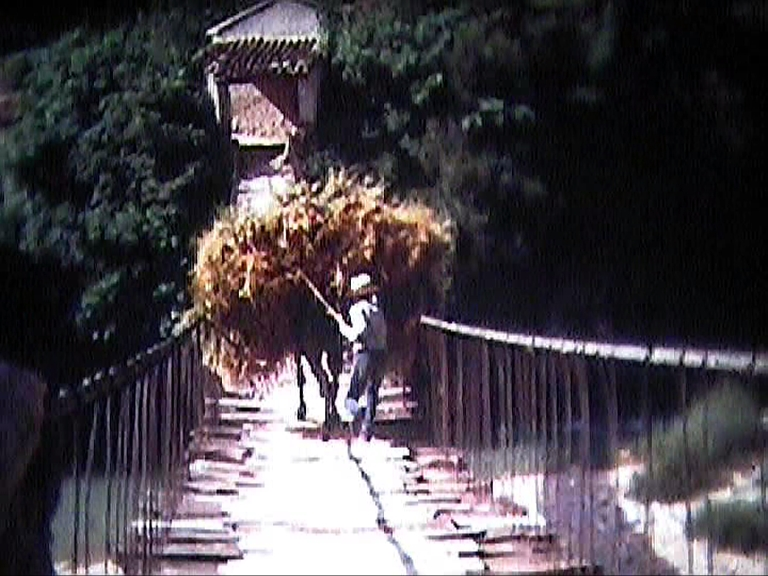
Pont suspendu de Campos de Arenoso
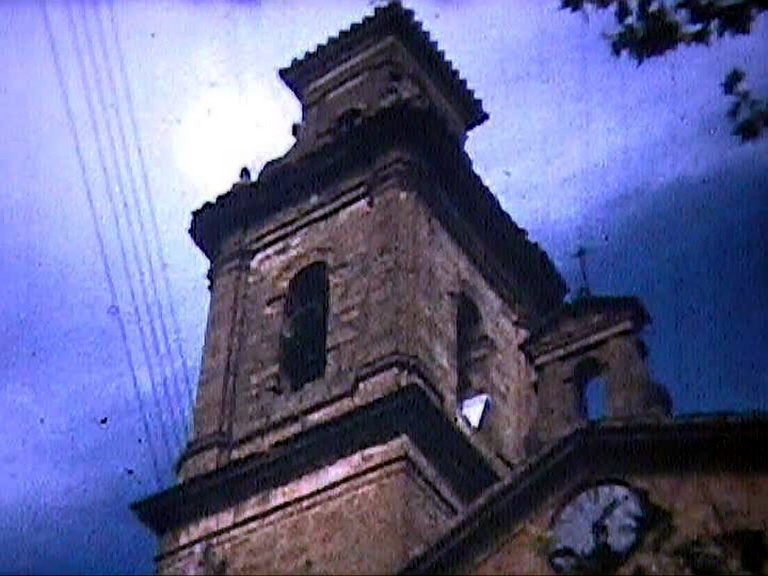
Campanile de l'église de Campos de Arenoso
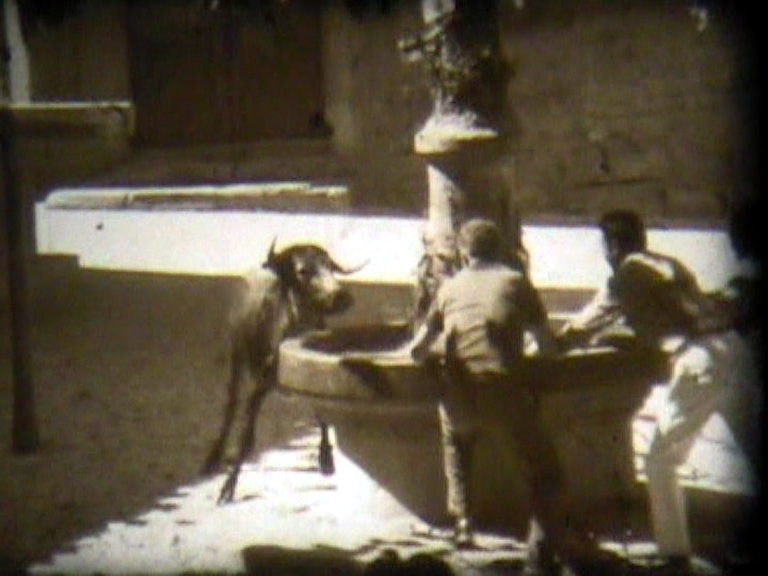
Corrida sur la Plaza Mayor